# Ranger (Teksas)
Ranger – miasto w Stanach Zjednoczonych, w stanie Teksas, w hrabstwie Eastland.